# Jörg Lühmann
 Jörg Lühmann (* 1. September 1962 in Hamburg) ist ein Hamburger Politiker der Grün-Alternativen Liste (GAL). 

## Beruf
Jörg Lühmann studierte an der Hochschule für Bildende Künste Hamburg die Fachrichtung Architektur und Stadtplanung. Sein Diplom erhielt er im Juni 1993 und war bis 2008 als Architekt tätig. Inzwischen, nach Ende der politischen Arbeit in der Hamburger Bürgerschaft, einer Hamburger Behörde und im Ministerium für Verkehr und Infrastruktur des Landes Baden-Württemberg in Stuttgart arbeitet er im Präsidialbereich der Hamburger Behörde für Umwelt und Energie.

## Politik
Lühmann ist seit 1988 in verschiedenen Funktionen für die GAL in Hamburg tätig. Sein Schwerpunkt im parlamentarischen aber auch außerparlamentarischen Bereich sieht er, schon aus beruflichem Interesse, in der Stadtentwicklungspolitik. 
Für die GAL war er von 1993 bis 2001 Deputierter der Stadtentwicklungsbehörde. 
In der GAL war von 1998 bis 2008 Sprecher der Landesarbeitsgemeinschaft Planen, Bauen, Wohnen. Seit 2000 hat er auch in der gleichnamigen Bundesarbeitsgemeinschaft mitgewirkt.
In der Hamburgischen Bürgerschaft war Lühmann von Oktober 2002 bis Februar 2008 Mitglied. Er war als Nachrücker in das Stadtparlament eingezogen und in der GAL-Fraktion für die Verkehrspolitik zuständig. Er war Mitglied im Stadtentwicklungsausschuss und zudem ständiger Vertreter im Eingabenausschuss. 
Nach Bildung der Koalition aus CDU und GAL in Hamburg im Mai 2008 wechselte Lühmann, der den Wiedereinzug in die Bürgerschaft knapp verpasst hatte, als Leiter der Präsidialabteilung in die Behörde für Stadtentwicklung und Umwelt. Mit dem Ende der schwarz-grünen Koalition Ende 2010 beendete er dort seine Arbeit.